# Morgonsparv
Morgonsparv (Zonotrichia capensis) är en fågel i familjen amerikanska sparvar främst känd för sin sång. Dess utbredningsområde sträcker sig från den sydöstligaste delen av Mexiko till Eldslandet, samt ön Hispaniola. 

## Utseende
Morgonsparven är en rödbrun fågel med grått svartrandigt huvud, vit hals med några svarta, blekgråa underdelar. Vingarna är mörka med bruna kanter och vitkantade ytterst. Unga har strimmiga underdelar och en matt gul nacke.  

## Utbredning och systematik
Morgonsparven har en mycket vid utbredning i bergstrakter från södra Mexiko till i stort sett hela Sydamerika utom Amazonområdet. Ett bestånd finns även på Hispaniola i Västindien. Den inre systematiken är något omstridd. Tongivande eBird/Clements delar in den i hela 27 underarter med följande utbredning:
- Z. c. septentrionalis – höglänta områden från södra Mexiko (Chiapas) till Guatemala och Honduras
- Z. c. antillarum – bergskedjan Cordillera Central i Dominikanska republiken
- Z. c. costaricensis – bergstrakter från Costa Rica till västra Panama samt Anderna i Colombia och västra Venezuela
- Z. c. insularis – Aruba och Curaçao
- Z. c. venezuelae – kustnära bergstrakter i norra Venezuela
- Z. c. roraimae – från Meta i södra Colombia till östra Venezuela och västra Guyana samt närliggande Brasilien
- Z. c. inaccessibilis – tepuier i södra Venezuela (Cerro de la Neblina)
- Z. c. perezchinchillorum – tepuier i södra Venezuela (Amazonas)
- Z. c. macconnelli – tepuier i södra Venezuela (Roraima)
- Z. c. capensis – nedre Oyapockfloden i Franska Guyana och Amapá i närliggande Brasilien
- Z. c. tocantinsi – östra Brasilien (nedre Amazonas utmed Rio Tocantins)
- Z. c. novaesi – östra Brasilien (Pará)
- Z. c. matutina – nordöstra Brasilien (Maranhão till Bahia och Mato Grosso) och närliggande östra Bolivia
- Z. c. huancabambae – arida norra Peru (Piura, Cajamarca, Amazonas, San Martín och Junín)
- Z. c. illescasensis – Cerro Illescas i Piura, norra Peru
- Z. c. peruviensis – Perus torra kustområden och på Andernas västsluttning, från La Libertad till Tacna
- Z. c. carabayae – östra Andernas östsluttning från Junín i Peru till västra Bolivia
- Z. c. pulacayensis – från Anderna i Peru (Junín) till västra Bolivia och norra Argentina
- Z. c. subtorquata – från Espírito Santo i östra Brasilien till Paraguay, Uruguay och nordöstra Argentina
- Z. c. mellea – centrala Paraguay och Formosa i närliggande norra centrala Argentina
- Z. c. hypoleuca – från östra och södra Bolivia till nordöstra Argentina
- Z. c. antofagastae – Tarapacá och Antofagasta i norra Chile
- Z. c. chilensis – från Atacama till Islas Guaitecas i Chile samt Anderna i södra Argentina
- Z. c. sanborni – Coquimbo och Aconcagua i Anderna i Chile och i San Juan Argentina
- Z. c. arenalensis – Anderna i norra Argentina
- Z. c. choraules – Mendoza, östra Neuquén och Río Negro i västra Argentina
- Z. c. australis – häckar från södra Chile och södra Argentina till Kap Horn. Flyttar vintertid norrut till Bolivia

International Ornithological Congress (IOC) har en något avvikande indelning, där mellea inkluderas i  hypoleuca, medan två andra underarter urskiljs, bonnetiana i södra Colombia och markli i låglänta områden i nordvästra Peru.

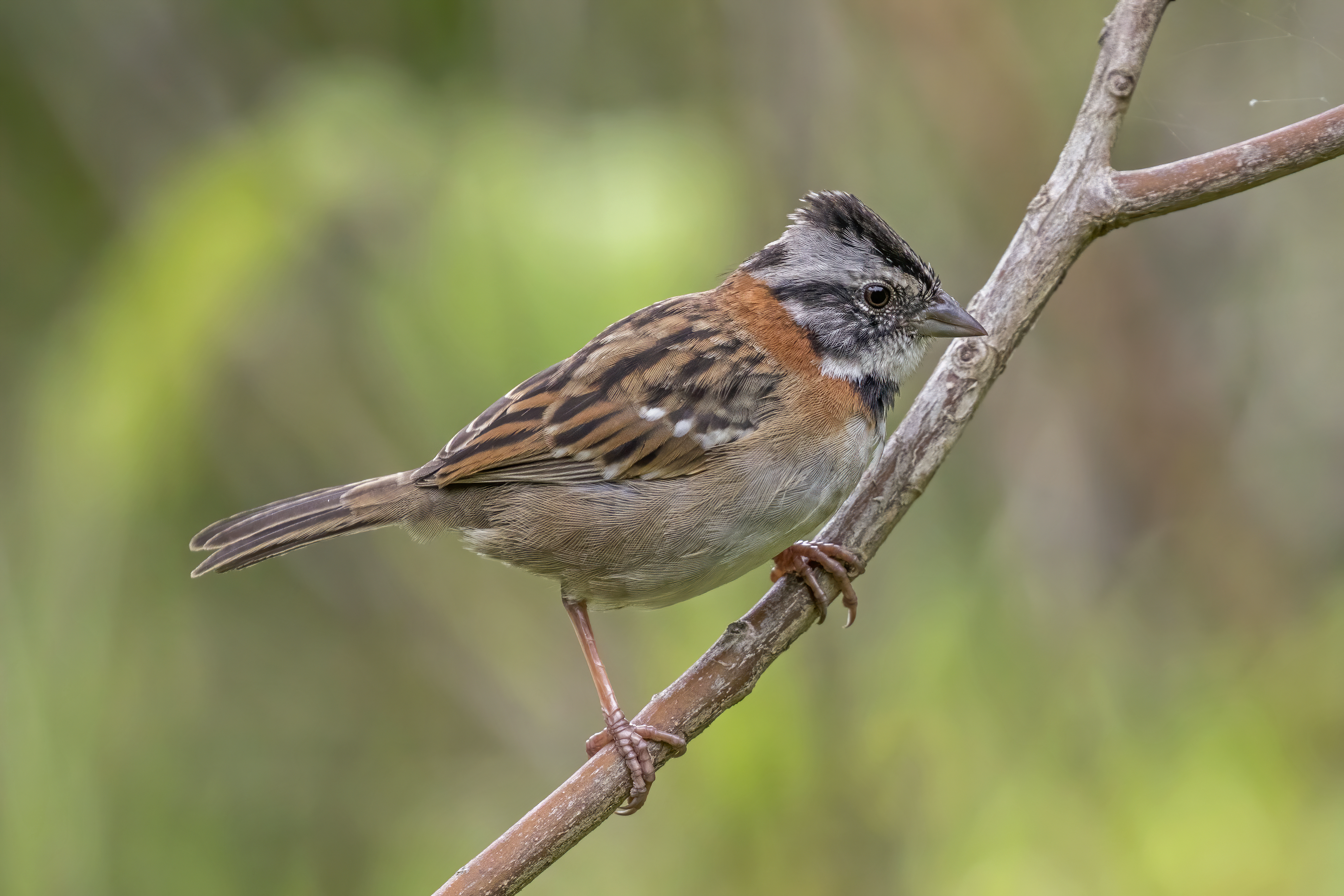
Morgonsparv av underarten costaricensis.

### Familjetillhörighet
Tidigare fördes de amerikanska sparvarna till familjen fältsparvar (Emberizidae) som omfattar liknande arter i Eurasien och Afrika. Flera genetiska studier visar dock att de utgör en distinkt grupp som sannolikt står närmare skogssångare (Parulidae), trupialer (Icteridae) och flera artfattiga familjer endemiska för Karibien.

## Ekologi
Honan bygger ett skålformigt bo av växtmaterial som fodrade med gräs. Äggen ruvas av honan i 12-14 dygn. Båda föräldrarna tar hand om ungarna. Den födosöker på marken och lever främst av frön, insekter, spindlar men även bär.

## Status och hot
Arten har ett stort utbredningsområde och en stor population som tros öka i antal. Utifrån dessa kriterier kategoriserar internationella naturvårdsunionen IUCN arten som livskraftig (LC). Världspopulationen uppskattas till mellan fem och hela 50 miljoner individer.